# Dulces carnavalescos
Los Dulces carnavalescos corresponden a aquellos dulces elaborados específicamente durante el periodo de Carnaval, dando final a su elaboración y consumo tradicionalmente tras el Miércoles de ceniza.

## Gastronomías de Mundo

### Gastronomía de Alemania
En Alemania por canaval suele correr el rumor que algunos Berliner Pfannkuchen pueden estar rellenos de mostaza en lugar de emplear la confitura típica de fresa o ciruela. En el carnaval de colonia (Kölle Alaaf) se elaboran muchos caramelos para dar a la gente en los desfiles.

### Gastronomía de España
El carnaval en España ofrece algunos dulces típicos como los pestiños, y en Cádiz las tortillas de Carnaval de Olvera y los bollos de carnaval, los buñuelos de Carnaval, etc. En la cocina gallega son frecuentes los freixós. En algunos lugares se deja paso a las torrijas (más adecuadas durante la Semana Santa así como la leche frita.

### Gastronomía de Hispanoamérica
En Colombia, es típico el enyucado, un postre tradicional colombiano, elaborado a base de yuca y coco.[cita requerida]

### Gastronomía de Italia

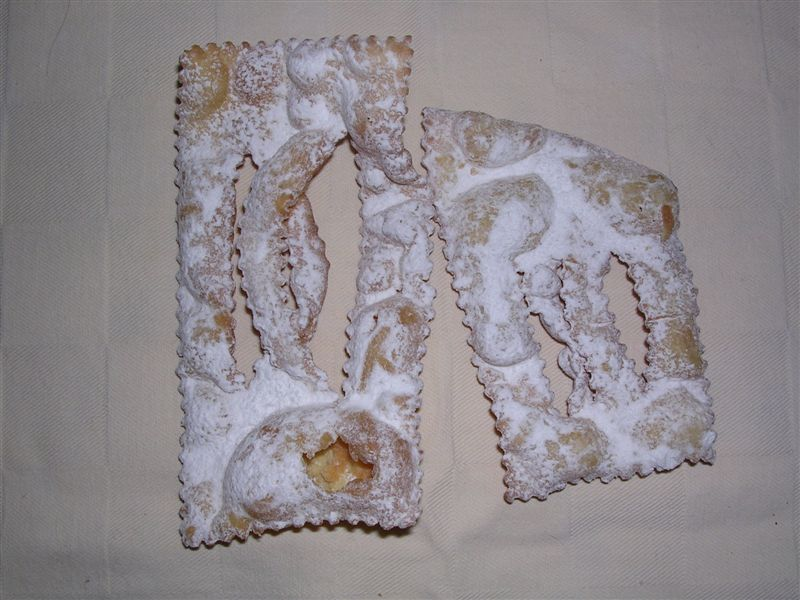
Sfrappole.

El Carnaval en Italia proporciona muchos elementos culinarios en lo que respecta a los dulces, es muy popular en la Calabria y la Campania el Sanguinaccio dolce (pastel de chocolate). Otros dulces considerados símbolo del carnaval son los Castagnole muy típicos de la Italia meridional o los Tortelli dolci típicos de la Italia central, los pasteles fritos denominados Ciambelle de Carnevale, aunque son dignos de mención los Cenci, los Chiacchiere (o Frappe, Galani, Intrigoni y Sfrappole) como ejemplos de algunos de los numerosos pasteles ofrecidos en esta ocasión, todos ellos tienen una popularidad dependiendo de la región de Italia.